# Aphthona taniae
Aphthona taniae là một loài bọ cánh cứng trong họ Chrysomelidae. Loài này được Konstantinov miêu tả khoa học năm 2006.